# 中车戚墅堰机车
中车戚墅堰机车有限公司（英語：CRRC Qishuyan Co., Ltd.）位于江苏省常州市武进区，是中国中车股份有限公司全资子公司之一，主营业务包括铁路内燃机车研发、制造及修理；机车、柴油机关键零部件的研制；以及鑄件生產，是中华人民共和国国内六家铁道部技术引进重点扶持企业之一。
南车戚墅堰机车有限公司前身为上海吴淞机厂，始建于1905年，1936年7月迁至现址并改称戚墅堰机厂，是中国大陆最主要的内燃机车生产商之一，同时也是中华人民共和国最大的内燃机车修理基地。截至2010年，公司拥有员工6000余人，占地190万平方米。

## 历史

### 晚清时期

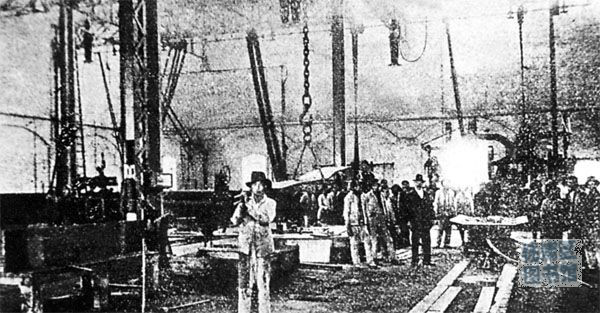
吴淞机厂旧照

清光绪二十三年（1897年），两江总督张之洞等人奏请提出兴建吴淞至江宁的铁路，并从苏州接一条支路到杭州。1898年，英国政府以“最惠国待遇”为由，向清政府索办沪宁铁路。铁路总公司督办盛宣怀与英商怡和洋行签订《沪宁铁路借款草合同》，准许英商出资承办沪宁铁路。1905年4月25日，沪宁铁路正式动工。
而在修筑沪宁铁路的同时，为了使沪宁铁路有一个制造、检修铁路机车车辆的工业基地，清政府决定在上海淞沪铁路北段蕰藻浜和张华浜之间建造上海吴淞机械厂，简称吴淞机厂。至光绪三十三年（1907年）工厂建成，当时占地1.68公顷，建筑面积为8348平方米，各种机器设备50台，隶属于沪宁铁路总管理处。吴淞机厂于1908年投产，早期主要从事蒸汽机车、铁路客车、铁路货车的制造、修理。

### 中華民国时期
和许多其他中国早期的铁路工厂一样，戚墅堰机厂也是中国共产党的一个早期建党活动据点，并发起过多次工人运动。1919年，北京的五四运动席卷全国，吴淞机厂也参加了上海的罢工运动。1925年6月，上海总工会和全国铁路总工会党组织委派共产党员彭干臣、王警东到吴淞机厂开展工人运动，争取改善工人政治和生活待遇。1926年，为了配合国民政府发动的北伐，吴淞机厂工人参与了中共在上海组织的两次罢工及武装起义，但两次均告失败，随后中共派周恩来到上海领导第三次工人武装起义。在中共上海区执行委员会闸北部委铁路党支部领导下，吴淞机厂成立“兄弟团”（对外称“关帝会”）带领工人与沪宁、沪杭甬两路当局开展反对包工制、反对赡养储蓄金制度（1927年）、争取米贴和房贴（1930年）等抗争。
1932年，上海爆发了“一·二八事變”，日军大举侵略上海，日本军舰炮轰吴淞口，厂房设备在战争中遭到严重破坏，吴淞机厂也被日军占领。同年5月，中日双方签订停战协定后，日军撤离到战前防区。吴淞机厂经整修重建，逐步恢复生产。1936年，国民政府从国防上考虑，经中华民国铁道部研究并报国民政府军事委员会核准，决定将吴淞机厂迁至江苏常州戚墅堰。吴淞机厂在1936年10月开始搬迁，1937年8月完成，并改名为戚墅堰机厂，隶属铁道部总机厂管辖。工厂规模进一步扩大，占地面积达42公顷，厂房面积2.1万平方米，职工1500多人，为常州第一个大型近代化工厂。
1937年，中国抗日战争全面爆发。淞沪会战发生后，工厂人员陆续被疏散，部分员工前往刚创立不久的株洲机厂。1937年11月，常州及戚墅堰机厂被日军侵占，同年12月日军铁道派遣团的一个作业班进驻工厂，戚墅堰机厂改名为武进工厂，1938年12月又改称常州工厂，隶属于华中铁道株式会社。日军占领工厂后，因应战争需要对工厂进行扩建，工厂除了修理铁路机车车辆外，并开始制造装甲车等军事装备。1945年9月日军投降时，工厂占地50多公顷，建筑面积5.2万余平方米，机械设备437台。国民政府随后接管工厂，恢复戚墅堰机厂原名，归属京沪区铁路管理局。在国共内战时期，由于物价飞速上涨，工人民不聊生。1949年2月，戚墅堰机厂工人开展“反饥饿、求生存”大罢工，2月7日，工人将厂修的客车推上戚墅堰站沪宁铁路正线，中断沪宁线运输；2月15日深夜2000多名工人开专列赴上海铁路管理局请愿。
1949年4月，解放军接管常州。戚墅堰机厂被接管后初期曾一度归江南铁路管理局管理，解放军到达上海后归属上海铁路管理局。1949年9月至10月，国民党的军用飞机先后三次轰炸戚墅堰机厂，造成部分厂房破坏。

### 中华人民共和国时期

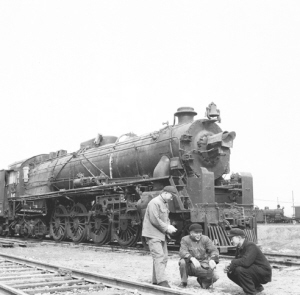
1953年，在戚墅堰工厂内检修的KF7型蒸汽机车

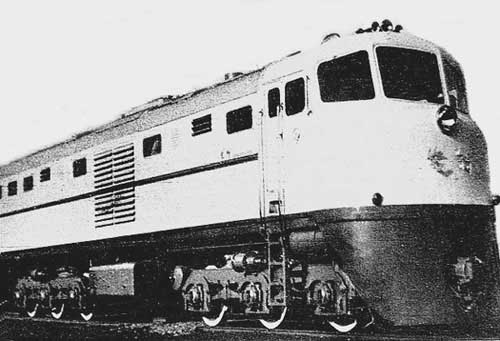
先行型内燃机车

1949年11月改称戚墅堰铁路工厂，此时戚墅堰工厂占地54公顷，建筑面积5.9万平方米，拥有各种机械设备836台。中华人民共和国建国后对工厂进行了多次技术改造。1952年11月，铁道部为加强对中国机车车辆工业的领导和统一规划，铁道部决定将一些原分属铁路局领导的铁路工厂改为直属铁道部统一领导，因此戚墅堰铁路工厂改为铁道部直属工厂。在1953年开始的中国第一个五年计划中，铁道部调整铁路工业结构，将部属20个工厂划分为制造厂和修理厂，设机车车辆制造局和机车车辆修理局分别管理。其中戚墅堰铁路工厂改称戚墅堰机车车辆修理工厂。
戚墅堰机车车辆修理工厂1955年5月和1956年5月，分别开始制造C50型敞车和P50型棚车。1958年1月3日，戚墅堰工厂开始按照大连机车车辆工厂的图纸，制造建设型蒸汽机车。1958年9月，戚墅堰机车车辆修理工厂更名为戚墅堰机车车辆工厂。同年12月，戚墅堰工厂试制出第一台先行型柴油机车，为中国第一种电力传动干线柴油机车，采用无锡柴油机厂生产的柴油发动机。这台机车在沪宁线进行过多次牵引旅客列车的试验后，在1959年10月的国庆节期间与大连机车车辆厂的巨龙型、青岛四方机车车辆厂的卫星型、田心机车车辆工厂的韶山型机车一同前往北京展出。1960年，戚墅堰工厂试制出一台“中国型”小型电力机车，成为继田心工厂之后中国第二家制造出电力机车的铁路工厂。1961年戚墅堰厂开始自行研制柴油机，1964年5月研制出6L-207E型两冲程柴油机，装载于1964年10月研制成功的东风2型柴油机车。1970年戚墅堰工厂研制了两冲程10L-207E型柴油机，装载于戚墅堰工厂在1970年开始批量生产的2000马力等级东风型柴油机车，到1974年共制造了87台。1971年10月研制出的4500马力等级的东方红4型柴油机车，装用两台16-200ZL-1型柴油机。铁路客车方面，1949年至1956年间戚墅堰工厂共计修理客车1819辆、新造客车149辆。1957年按铁道部安排，戚墅堰工厂的客车修造业务全部转交南京浦镇车辆厂。
1955年至1956年，戚墅堰工厂进行了自1949年以来第一次大规模基本建设和技术改造，在南厂新建蒸汽机车检修联合车间，检修能力加强到年大修蒸汽机车250台。1958年至1962年进行第二次技术改造，为扩大机车车辆配件生产能力，工厂在沪宁线以北新建热加工厂区，开辟北厂。为适应内燃机车生产需要，铁道部于1962年12月26日批准戚墅堰机车车辆工厂建立内燃机车试制系统，工厂于1963年至1965年进行第三次技术改造，新建、调整了一些生产设施和场地。1973年至1975年，戚墅堰机车车辆工厂抽调1000多名人员、数百台设备，参与建立铜陵机车厂（今南车长江车辆有限公司铜陵分公司）。1975年至1986年，为建立内燃机车修理系统和扩大货车修造能力，工厂进行第四次技术改造，投资12927万元人民币，新建16个车间，生产能力为年修东风4型内燃机车150台，货车修理7500辆，货车新造500辆。就此基本形成了戚墅堰工厂现今格局。
16V280系列柴油机是戚墅堰工厂最重要的柴油机产品，对中国以后的大功率柴油机车发展路向有重大影响。1976年，戚墅堰工厂研讨了中国铁路牵引动力发展的方向和工厂研制大功率内燃机车的可行性及其选型，最终决定在没有上级计划、没有试制费用的情况下着手研制16缸、280缸径的大功率柴油机。1979年5月，戚墅堰工厂成功研制标定功率达4500马力的16V280ZJ型柴油机，装载于1984年试制的东风8型柴油机车，为当时中国单机功率最大的电传动柴油机车。1990年试制出东风9型客运柴油机车，该车采用16V280ZJA型柴油机。此后戚墅堰工厂以16V280ZJA型柴油机为核心，陆续研制出东风11型、东风8B型、东风8CJ型、东风11Z型、东风11G型一系列柴油机车。
戚墅堰机车车辆厂自1949年起，历史上先后分别隶属中央人民政府铁道部、铁道部厂务局（1949年—1952年）、铁道部机车车辆制造局和机车车辆修理局（1952年—1958年）、铁道部机车车辆工业总局（1958年—1966年）、铁道部工厂总局（1966年—1975年）、铁道部工业总局（1975年—1986年）、中国铁路机车车辆工业总公司（1986年—2000年）。踏入2000年代，随着国企主辅分离、辅业改制的浪潮、中国机车车辆工业与铁道部的脱钩，中国铁路机车车辆工业总公司重组分为中国南车、北车两大集团公司，戚墅堰机车车辆厂作为重要组成部分划归为中国南方机车车辆工业集团公司，更名为中国南车集团戚墅堰机车车辆厂。2007年，按照中国南车集团重组改制的部署和机车、车辆共同发展的要求，重组中国南车集团戚墅堰机车车辆厂的经营性资产，将其非铁路货车业务及资产划转予常州戚墅堰南车机车有限公司，於2007年6月26日注册成立，主营机车修造业务；并将中国南车集团戚墅堰机车车辆厂的货车业务及资产转让予于2006年9月14日成立、总部位于武汉的中国南车集团长江车辆有限公司。根据重组协议及资产交割协议，常州戚墅堰南车机车有限公司的全部股权已通过南车集团公司转让予股份公司。中国南车集团戚墅堰机车车辆厂所有辅助资产仍保留在中国南车集团戚墅堰机车车辆厂，而该厂亦继续保留其企业法人实体地位。于2007年12月，常州戚墅堰南车机车有限公司更名为南车戚墅堰机车有限公司，简称戚墅堰公司。2008年1月1日，南车戚墅堰机车有限公司正式按照新的组织架构运行。分离后的南车戚墅堰机车有限公司机车分厂，生产场地北邻京沪铁路，南邻长江公司常州分公司，西靠戚墅堰发电厂。
2004年，随着中国铁路发展的需要，铁道部提出了“引进先进技术，消化吸收再创新”的发展方向，戚墅堰机车车辆厂作为铁道部重点扶持的6家中国铁路装备制造企业之一，与美国通用电气公司合作共同制造300台HXN5型大功率交流传动内燃机车，首台机车于2008年11月25日成功下线。
南车集团为满足企业未来发展需要、建设世界一流的内燃机车产业化基地，于2008年5月开始建设戚墅堰公司大功率内燃机车常州基地项目，投资8.5亿元人民币，扩大内燃机车、柴油机机体及气门扩能，形成内燃机车每年新造300台、柴油机机体扩能1200台（套）能力。

## 产品

### 蒸汽机车
- 建设型蒸汽机车

### 内燃机车
- 先行型内燃机车（1958年—1959年）
- 中国型电力机车（1960年）
- 东风2型内燃机车（1961年—1974年，1980年—1983年）
- 东风型内燃机车（1970年—1974年）
- 东方红4型内燃机车（1971年）
- 东风8型内燃机车（1984年—1997年）
- 东风9型内燃机车（1990年）
- 东风11型内燃机车（1992年—2005年）
- 东风8B型内燃机车（1997年—）
- NZJ1型“新曙光号”内燃动车组机车（1999年）
- 东风8B型改进型“雪域神舟”内燃机车（2002年）
- 东风8CJ型内燃机车（2002年）
- 东风11Z型内燃机车（2002年 2015年）
- 东风11G型内燃机车（2003年—2010年）
- GKD2型工矿电传动内燃机车 (7000系)
- DF8BVEN型内燃机车（2006年，出口委内瑞拉）
- CKD6D型内燃机车（出口柬埔寨）
- DF8BI型内燃机车（出口伊朗）
- SDD16型内燃机车（出口几内亚）与出口伊朗的DF8BI型机车基本相同，最高运行时速100公里/小时。
- NDJ3型“和谐长城号”内燃动车组机车（2008年）
- 东风7G型内燃机车（0000系 为厂矿企业定制版本）（2008年—）
- HXN5型“和谐”内燃机车（2008年—）
- HXN5B型“和谐”内燃机车
- HXN5K型“和谐”内燃机车

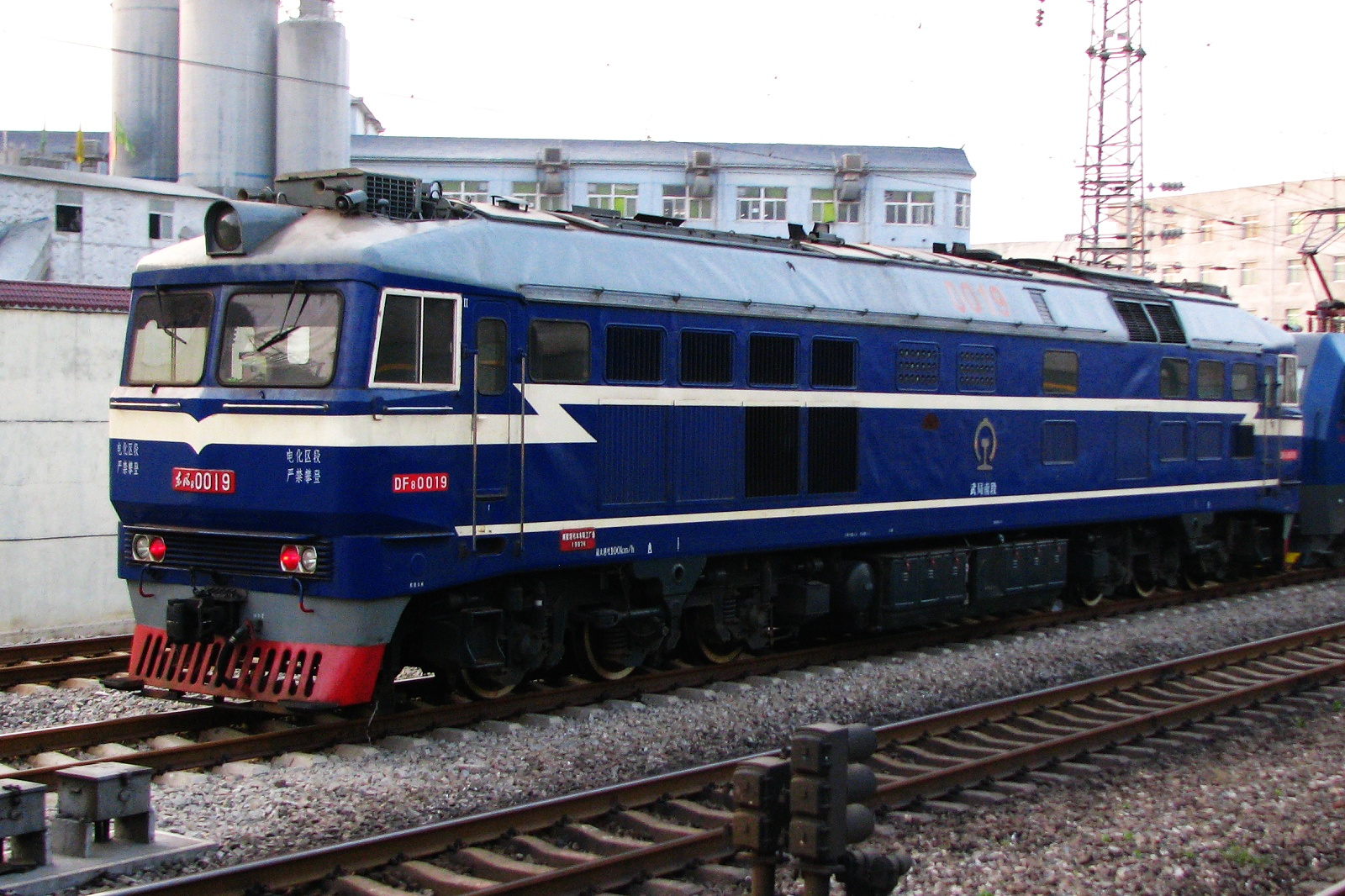
东风8型内燃机车
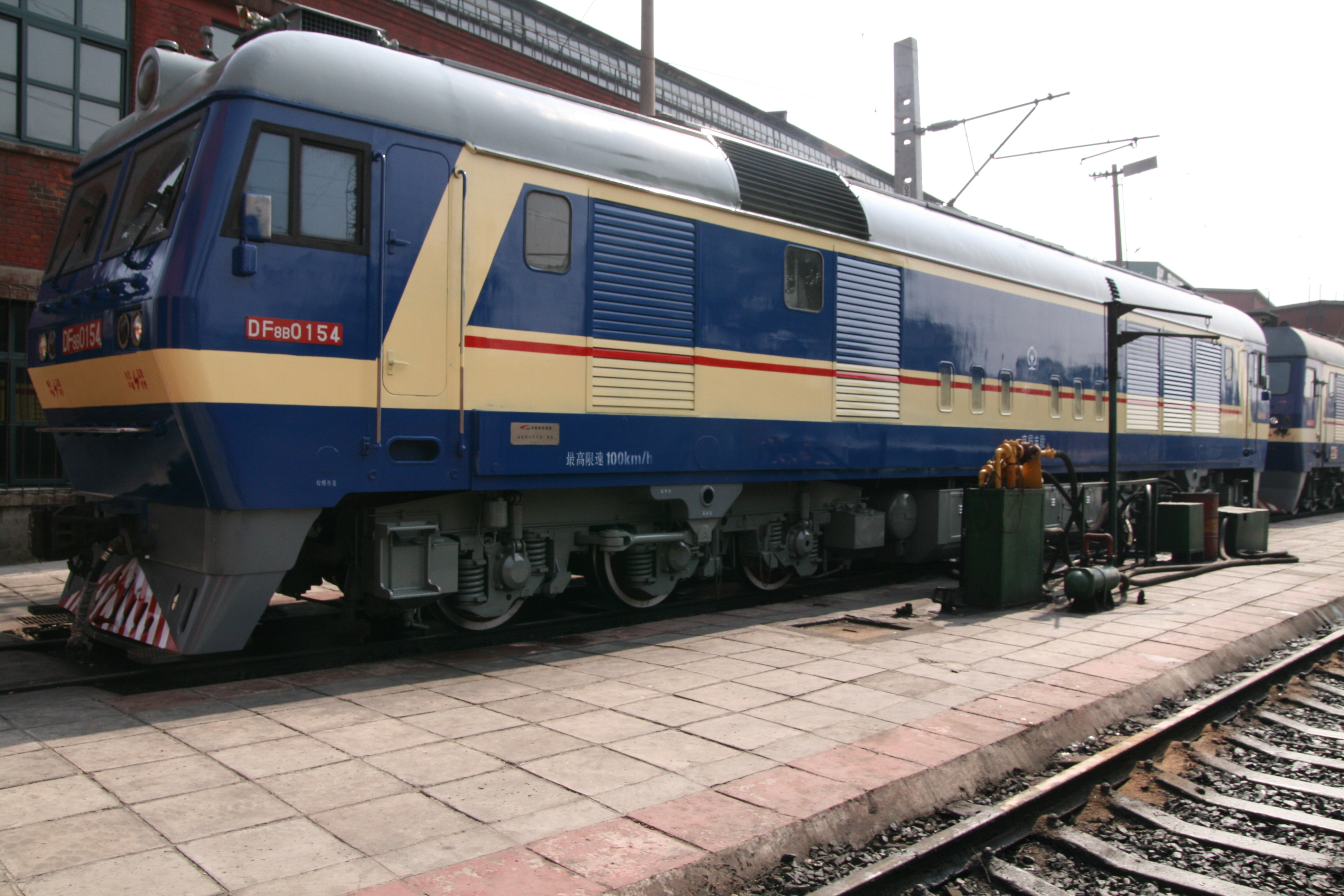
东风8B型内燃机车
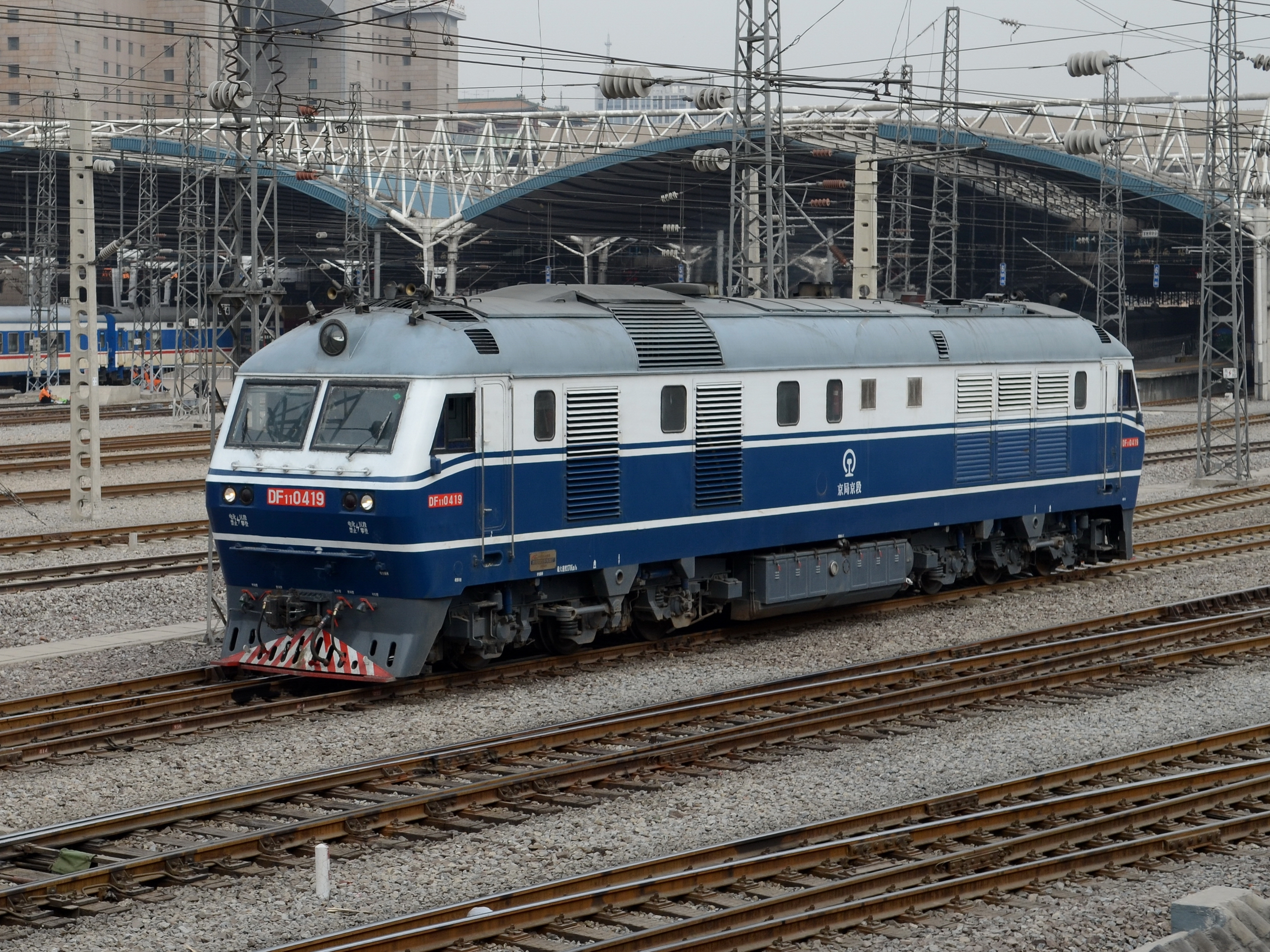
东风11型内燃机车
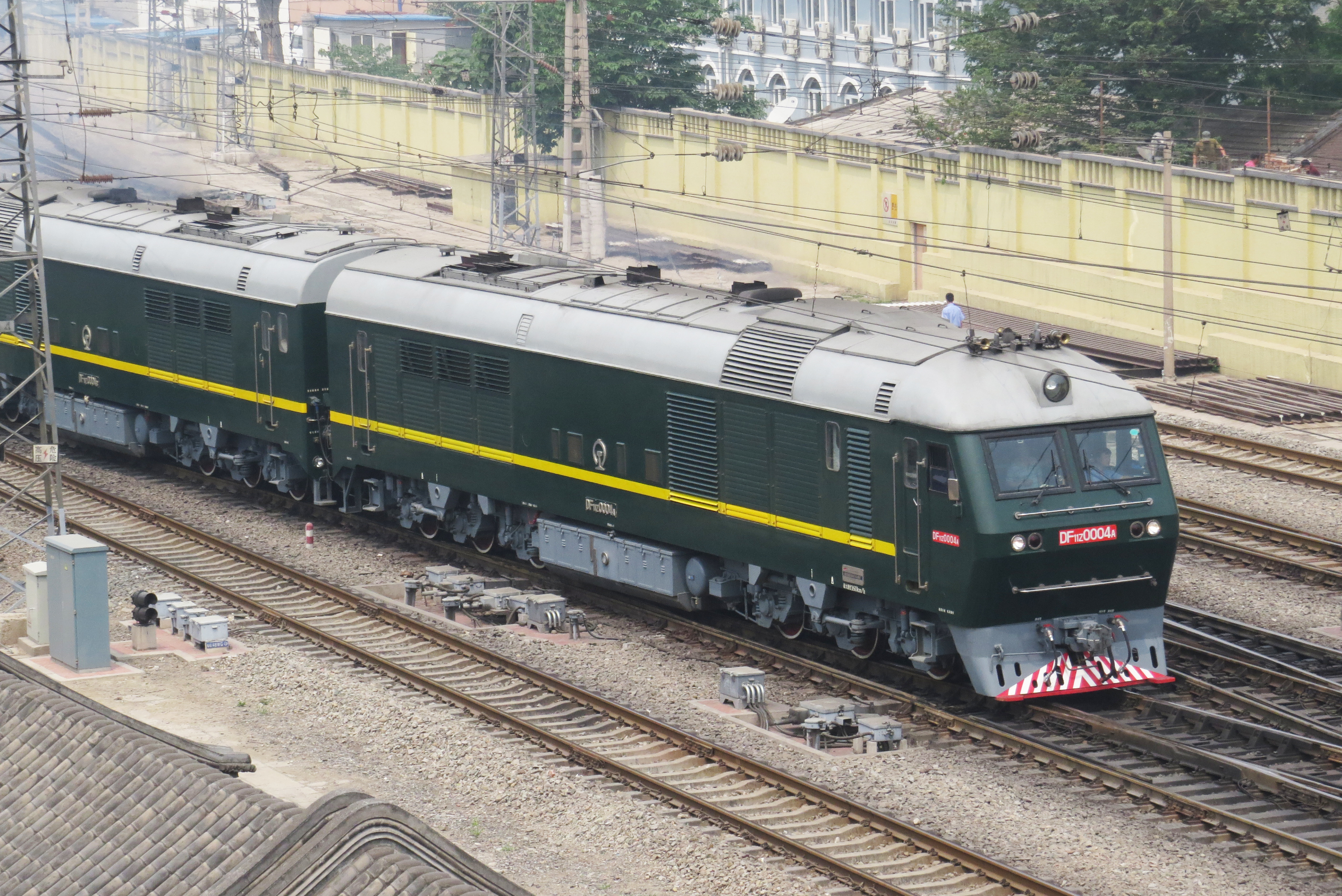
东风11Z型内燃机车
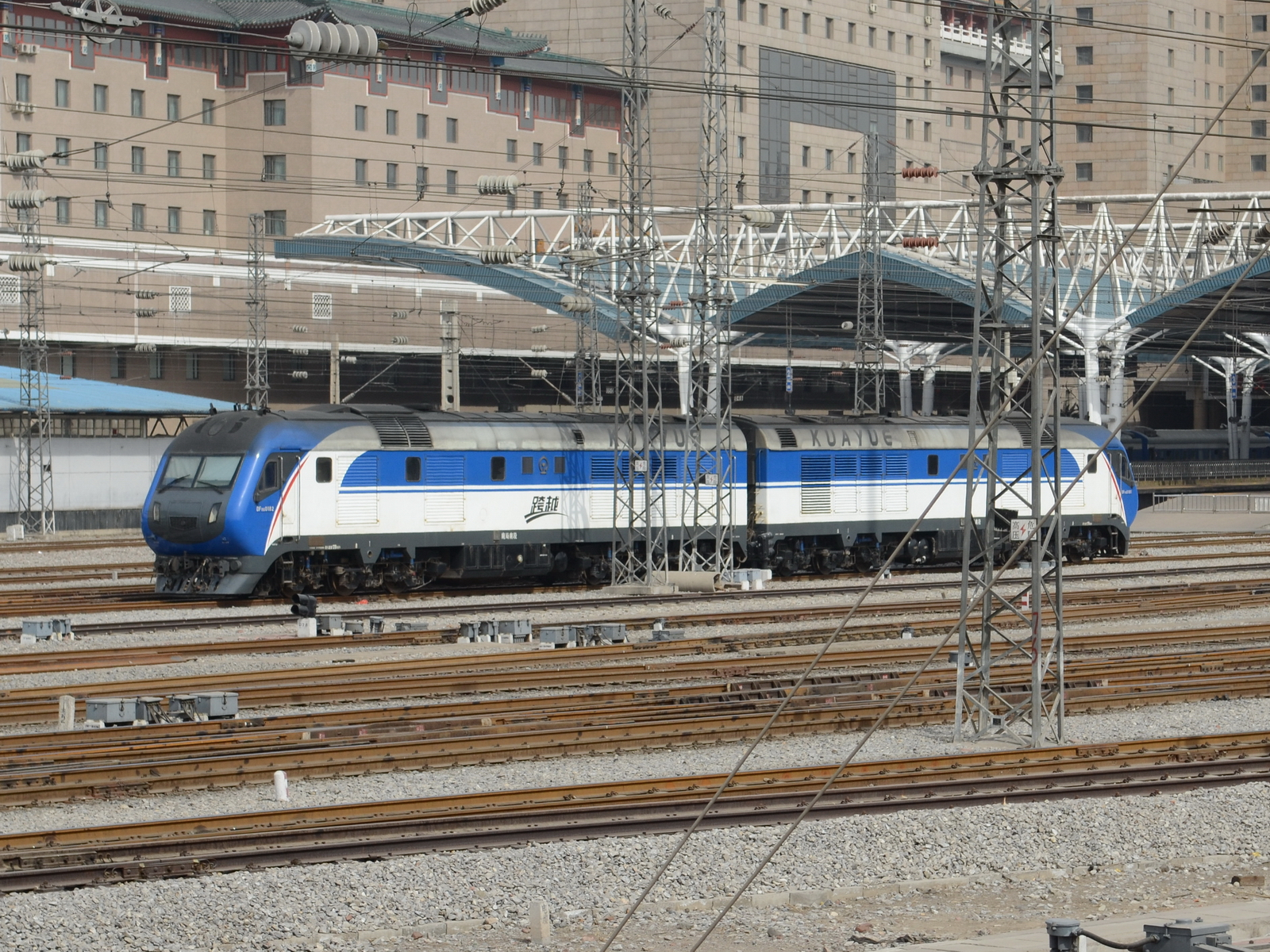
东风11G型内燃机车
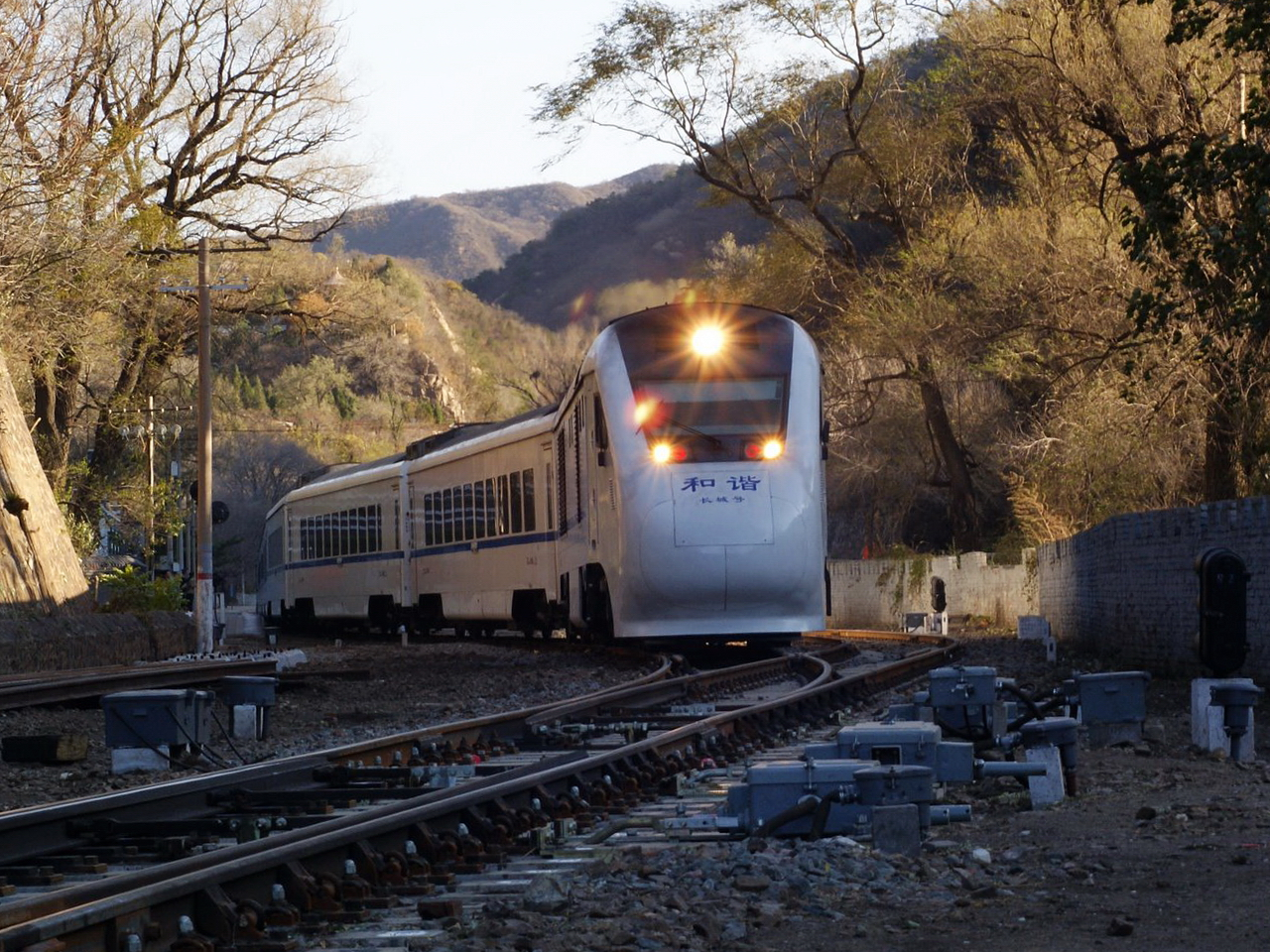
NDJ3型内燃动车组
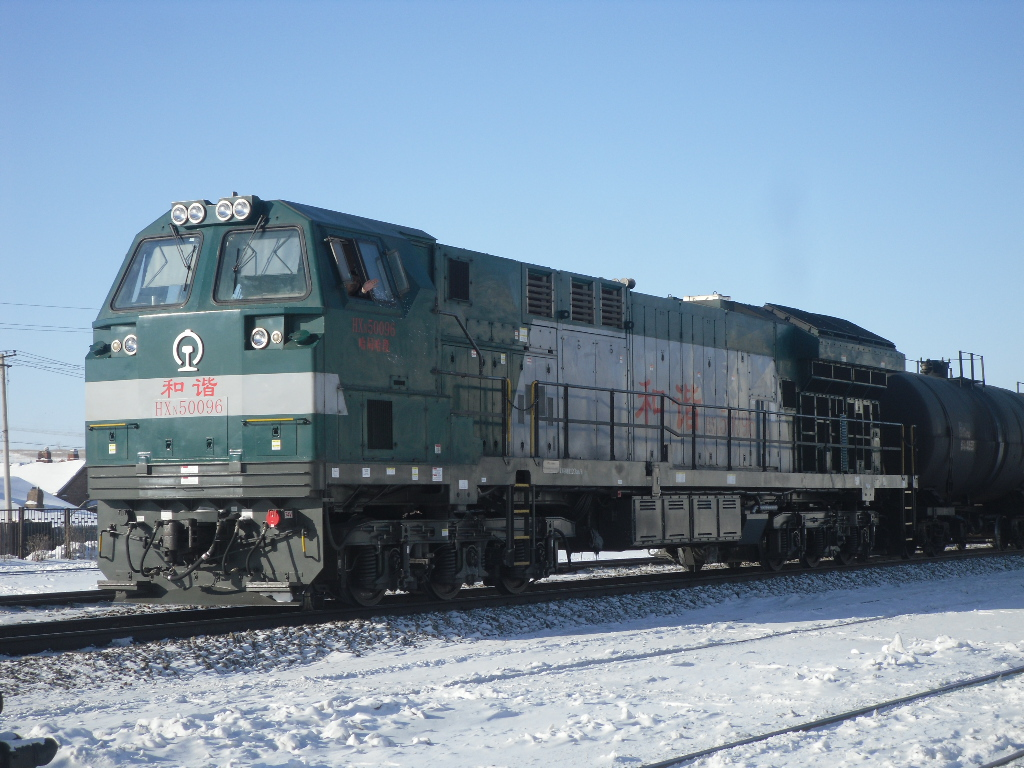
和谐5型内燃机车
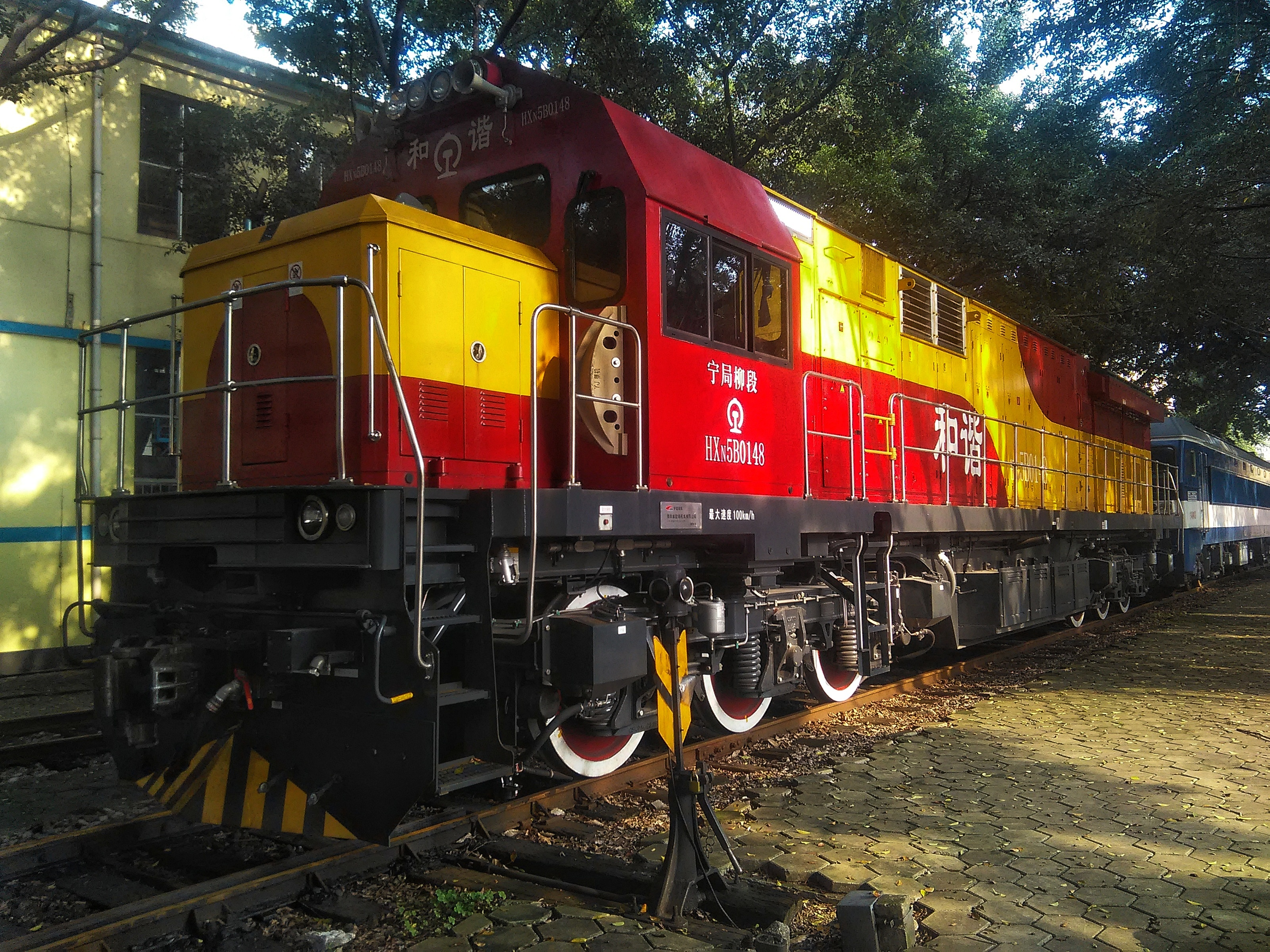
和谐5B型内燃机车

### 电力机车
- HXD1C型“和谐”电力机车（8000系）

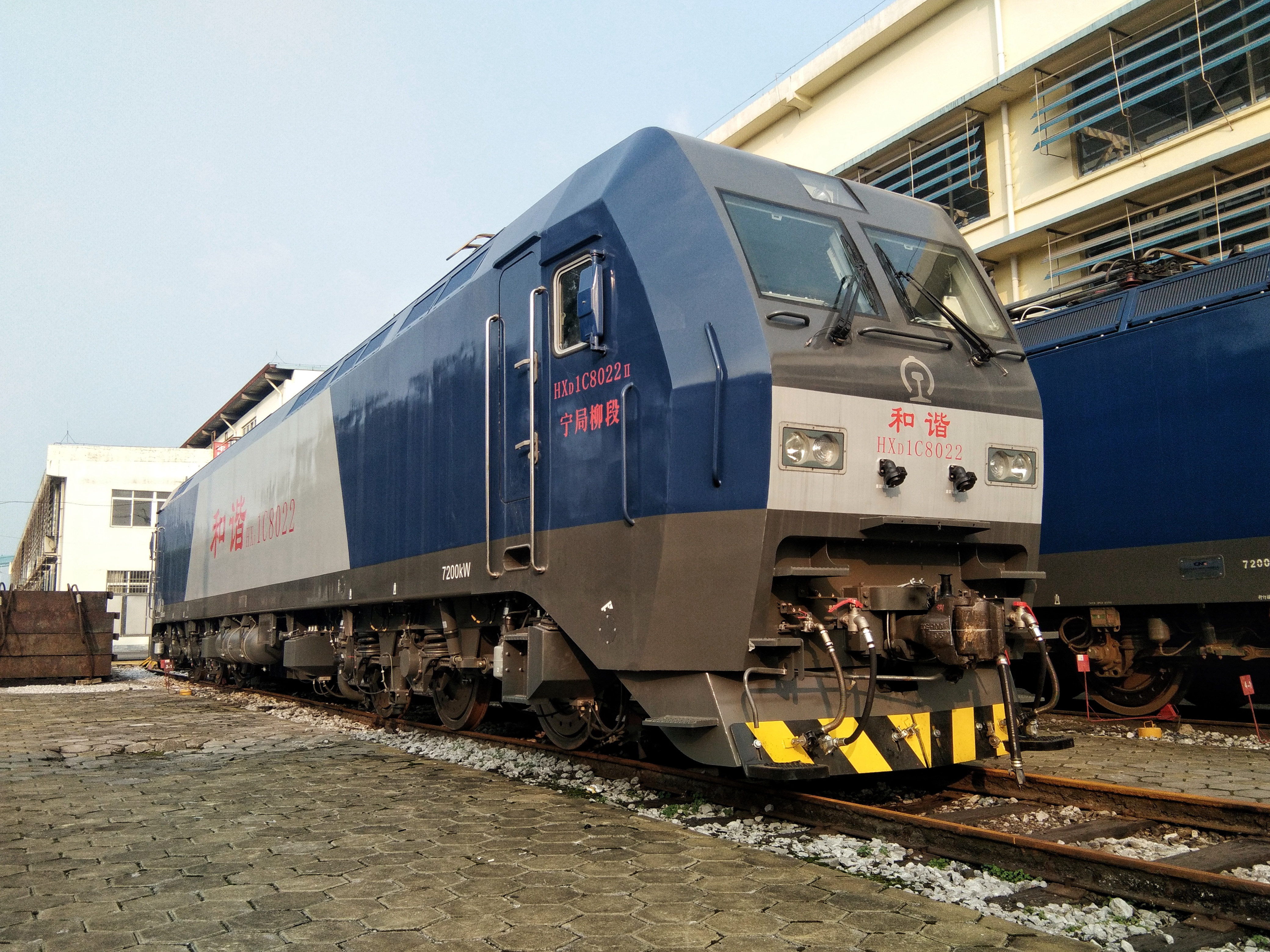
和谐1C型电力机车（8000系）

### 铁路客车
- 京沪直达特快
- 中国铁路21型客车

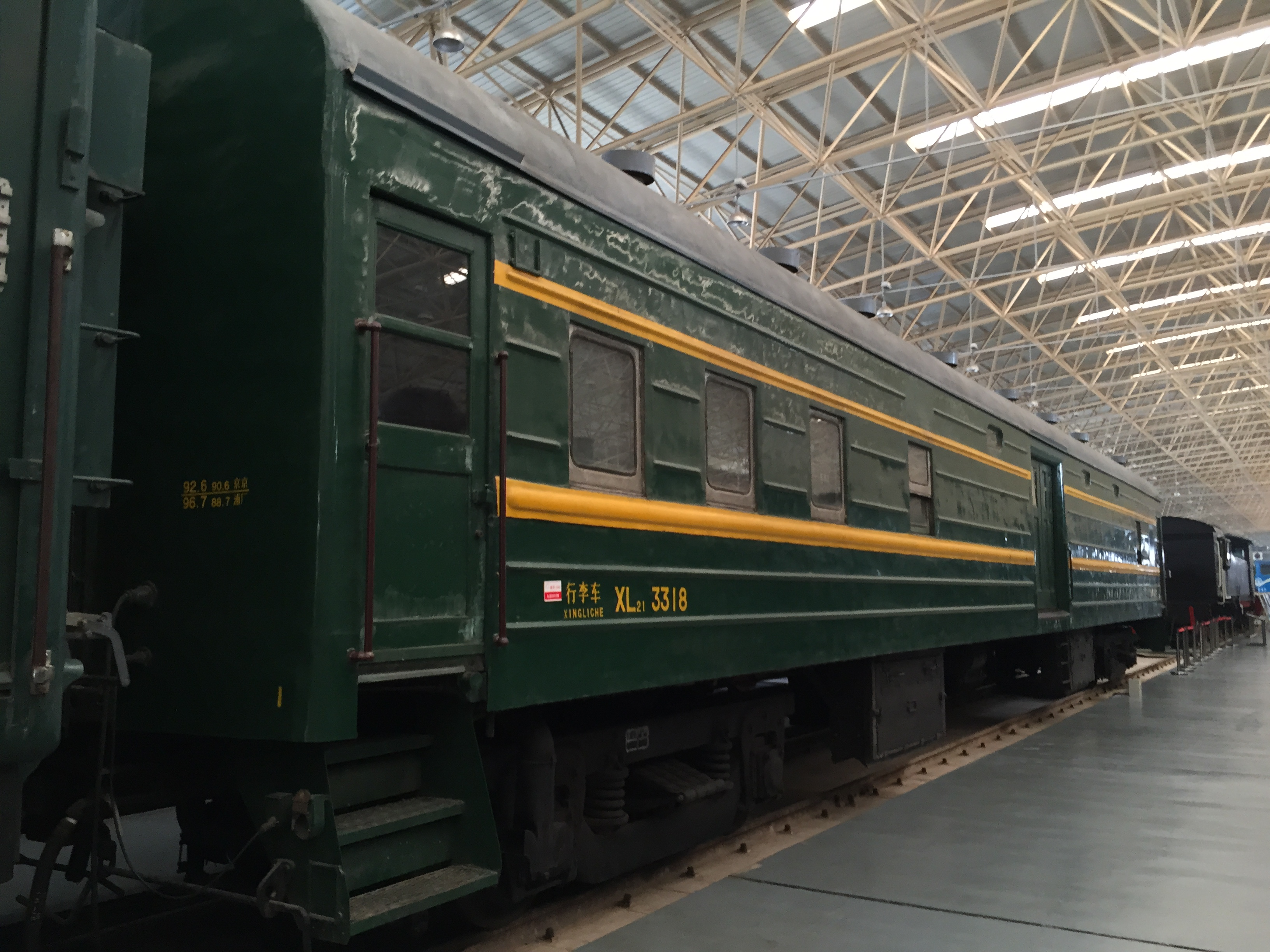
中国铁路21型铁路客车

### 柴油机
- GEVO16型柴油机
- 16V280ZJA型柴油机
- R16V280ZJ型柴油机

## 文物保护
2011年12月19日，戚厂厂区办公楼、武装起义纪念碑、厂房等建筑以“戚机厂旧址”的名义被江苏省人民政府列为第七批江苏省文物保护单位。
厂区建筑作为文物的保护范围：办公楼、武装起义纪念碑、厂房等建筑本体，占地面积约7670平方米。
厂区建筑作为文物的建设控制地带：保护范围外沿向外延伸:东至规划道路西侧红线，南至延陵东路规划北侧红线，西、北均至戚墅堰机车车辆厂南厂现存围墙线，占地面积约395935平方米。

## 参看
- 沪宁铁路
- 沪杭铁路
- 戚墅堰区（原）→武进区（现）
- 南车戚墅堰机车车辆工艺研究所